# Conseil des Commis
Il Conseil des Commis (pron. fr. AFI: [kɔ̃sɛj de kɔmi]; spesso tradotto in italiano come Consiglio dei Commessi) è una storica istituzione valdostana nata il 7 marzo 1536 per volere dell'Assemblea di fronte all'invasione da parte del re Francesco I di Francia dei territori degli Stati di Savoia.
Grazie all'esperienza del conte René de Challant, allora governatore della Valle, e del vescovo Pierre Gazin, fu avviata un'intensa attività diplomatica che sfocerà in un trattato di neutralità nel 1537 con il re Francesco I di Francia.

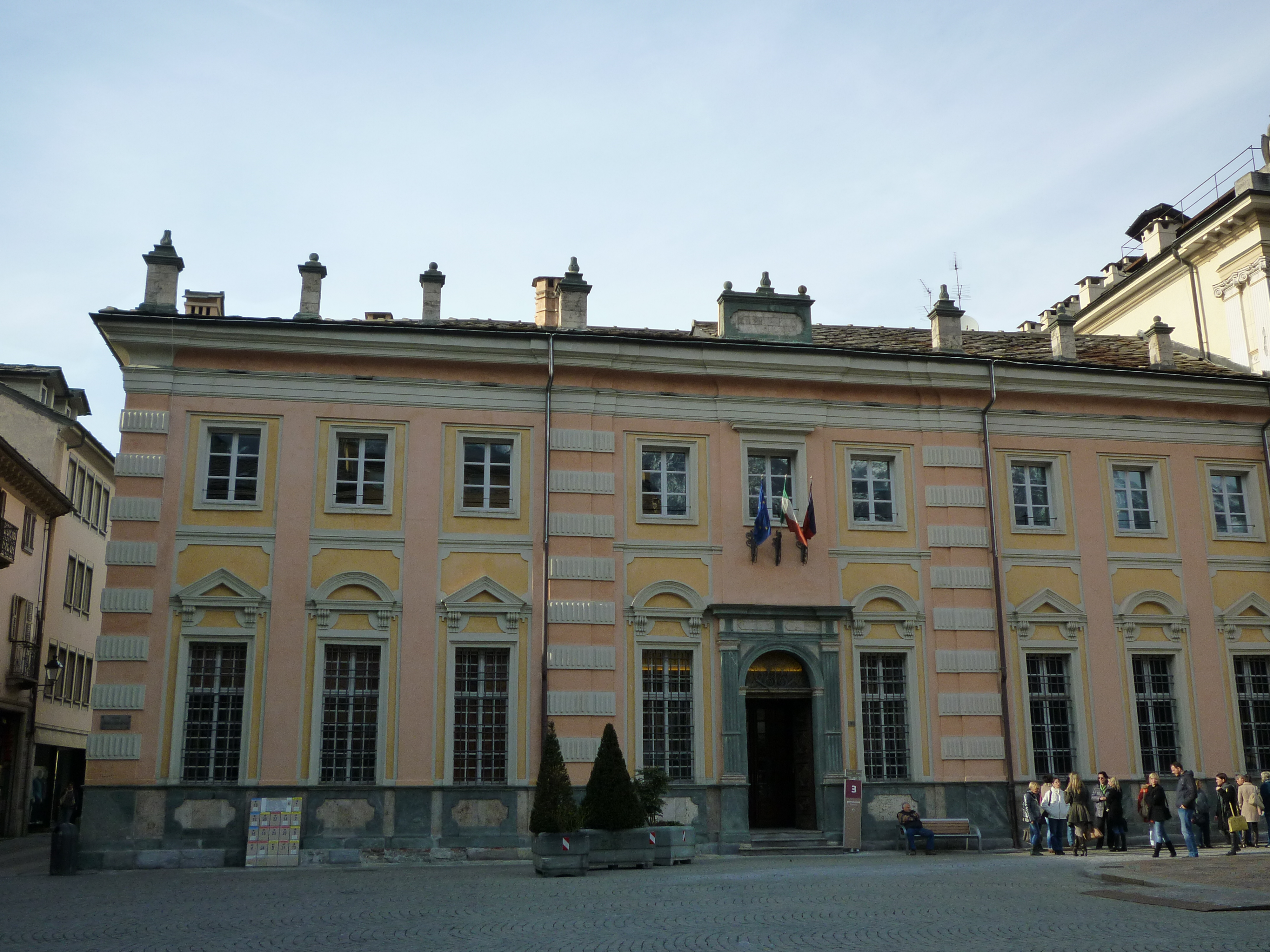
L'edificio sede del Conseil des Commis (Hôtel des États), in piazza Émile Chanoux.

## Riproduzioni artistiche
Lo scultore valdostano Giovanni Thoux ha realizzato un bassorilievo policromo raffigurante l'origine del Conseil des Commis. Tale opera assieme al contesto storico sono descritti da Omar Borettaz nell'articolo L'origine del Conseil des Commis in un'opera di Thoux nell'edizione 2008 del Messager valdôtain.